# Parque del Trabajo
Parque del Trabajo es una estación intermedia de autobuses del Metropolitano en la ciudad de Lima. Está ubicada en la intersección de la avenida Túpac Amaru con la avenida Caquetá en el límite de los distritos de Rímac y San Martín de Porres.

## Características
La estación está en superficie, tiene dos plataformas para embarque de pasajeros y dos ingresos en ambos extremos accesibles para personas con movilidad reducida. Dispone de máquinas de autoservicio y taquilla para la compra y recarga de tarjetas.
Próximo a la estación se ubica el Parque del Trabajo que da el nombre a la estación y el Fuerte Hoyos Rubio del Ejército.

## Servicios
La estación es atendida por los siguientes servicios:
| Servicio troncal | Indicador | Lunes a viernes | Sábado        | Domingo       |
| ---------------- | --------- | --------------- | ------------- | ------------- |
| Regular          | Regular A | 05:00 - 23:00   | 05:00 - 23:00 | 05:00 - 22:00 |
| Regular          | Regular B | 10:00 - 23:00   | 05:00 - 23:00 | 05:00 - 22:00 |
| Regular          | Regular D | 05:00 - 10:30   | Sin servicio  | Sin servicio  |